# Таммовский плазмон
Та́ммовский плазмо́н — плазмон-поляритон, который может формироваться на границе раздела между металлом и диэлектрическим Бреговским отражателем.
Обычный поверхностный плазмон имеет значения волнового вектора, превосходящие значения волнового вектора света в вакууме, и как следствие, не может быть напрямую возбуждён светом, падающими на поверхность. Таммовский плазмон-поляритон, напротив, может быть возбуждён светом напрямую, благодаря малым значениям волнового вектора. По аналогии с поверхностными состояниями на поверхности кристаллов, предсказанными советским физиком Игорем Таммом, данные поверхностные плазмон-поляритоны названы Таммовскими.
Существование Таммовских плазмонов было теоретически предсказано в системах с планарной и цилиндрической симметрией и продемонстрировано экспериментально. Таммовские плазмоны-поляритоны могут существовать в TE и TM поляризациях, и характеризуются параболическим законом дисперсии. Было продемонстрировано, что данный тип плазмонов может быть использован для создания лазеров и других устройств.